# Metallica (album)
A Metallica az azonos nevű zenekar 5. albuma. Gyakran Fekete Albumként hivatkoznak rá a borítója miatt, amely teljesen fekete, kivéve egy halvány Metallica logót, és egy kígyót. Ez nem a zenetörténet első ilyen albuma, Prince 1987-ben kiadni tervezett, végül 1994-ben kiadott nagylemeze is teljesen fekete borítóval rendelkezett. Ezen túl az 1984-es áldokumentumfilmben, a This is Spinal Tap-ben a Spinal Tap nevű heavy metal zenekar soron következő lemeze, a Smell The Glove is fekete borítóval jelenik meg.
Eltávolodtak thrash gyökereiktől, „lágyabb” dalok születtek, köztük két ballada is, a Nothing Else Matters, és a The Unforgiven. Ez a lemez hozta meg a zenekar nagy kitörését, sikerére jellemző, hogy még 2006 februárjában is egy hét alatt 6000 példány kelt el az akkor 15 éves lemezből, ami így az USA-beli összeladás tekintetében már 2014 májusában átlépte a 16 millió példányt, s 2014 októberében 16,04 milliónál tartott.
Az albumról sok szám rádiós siker lett, az MTV is szívesen játszotta klipjeiket. Ez, és a nem olyan kemény zene miatt sok régi rajongó önmaguk „eladásával” vádolta a zenekart. Az album kiadását monstre turné követte, ami 3 évig tartott.
A lemezt 2017-ben a Rolling Stone magazin a Minden idők 100 legjobb metalalbuma listáján a 25. helyre rangsorolta. Az album szerepel az 1001 lemez, amit hallanod kell, mielőtt meghalsz című könyvben.

## Az album dalai
|     | Cím                  | Szerző(k)                                 | Hossz |
| --- | -------------------- | ----------------------------------------- | ----- |
| 1.  | Enter Sandman        | Kirk Hammett, James Hetfield, Lars Ulrich | 5:29  |
| 2.  | Sad But True         | Hetfield, Ulrich                          | 5:24  |
| 3.  | Holier Than Thou     | Hetfield, Ulrich                          | 3:47  |
| 4.  | The Unforgiven       | Hammett, Hetfield, Ulrich                 | 6:26  |
| 5.  | Wherever I May Roam  | Hetfield, Ulrich                          | 6:42  |
| 6.  | Don't Tread on Me    | Hetfield, Ulrich                          | 3:59  |
| 7.  | Through the Never    | Hammett, Hetfield, Ulrich                 | 4:01  |
| 8.  | Nothing Else Matters | Hetfield, Ulrich                          | 6:29  |
| 9.  | Of Wolf and Man      | Hammett, Hetfield, Ulrich                 | 4:16  |
| 10. | The God that Failed  | Hetfield, Ulrich                          | 5:05  |
| 11. | My Friend of Misery  | Jason Newsted, Hetfield, Ulrich           | 6:47  |
| 12. | The Struggle Within  | Hetfield, Ulrich                          | 3:51  |

## Közreműködők
- James Hetfield – gitár, ének
- Lars Ulrich – dob
- Kirk Hammett – szólógitár
- Jason Newsted – basszusgitár
- Bob Rock – producer